# Agnes
För andra betydelser, se Agnes (olika betydelser).

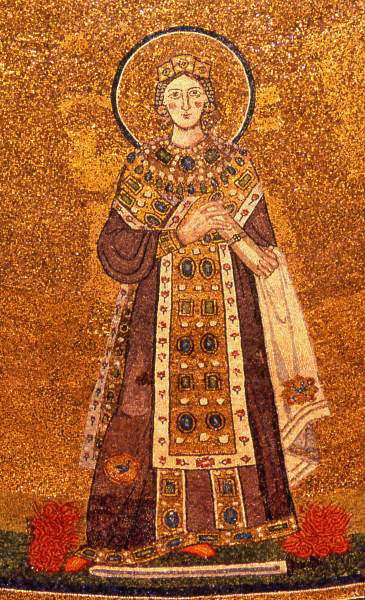
Helgonet Agnes

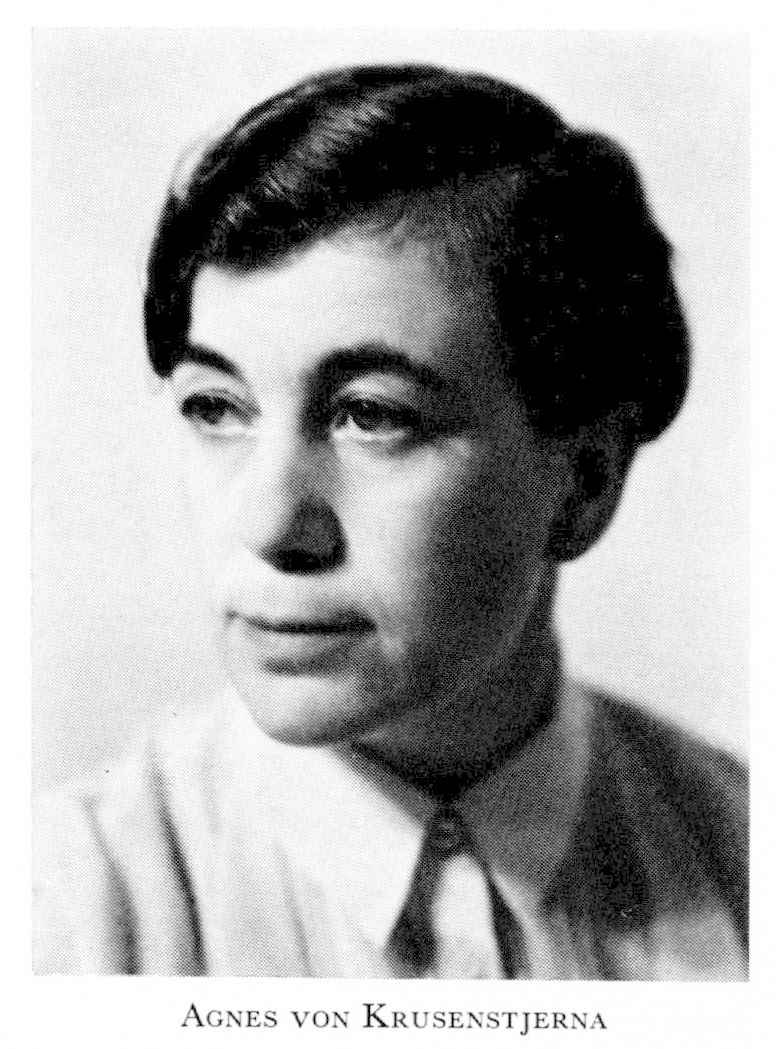
Författarinnan Agnes von Krusenstjerna

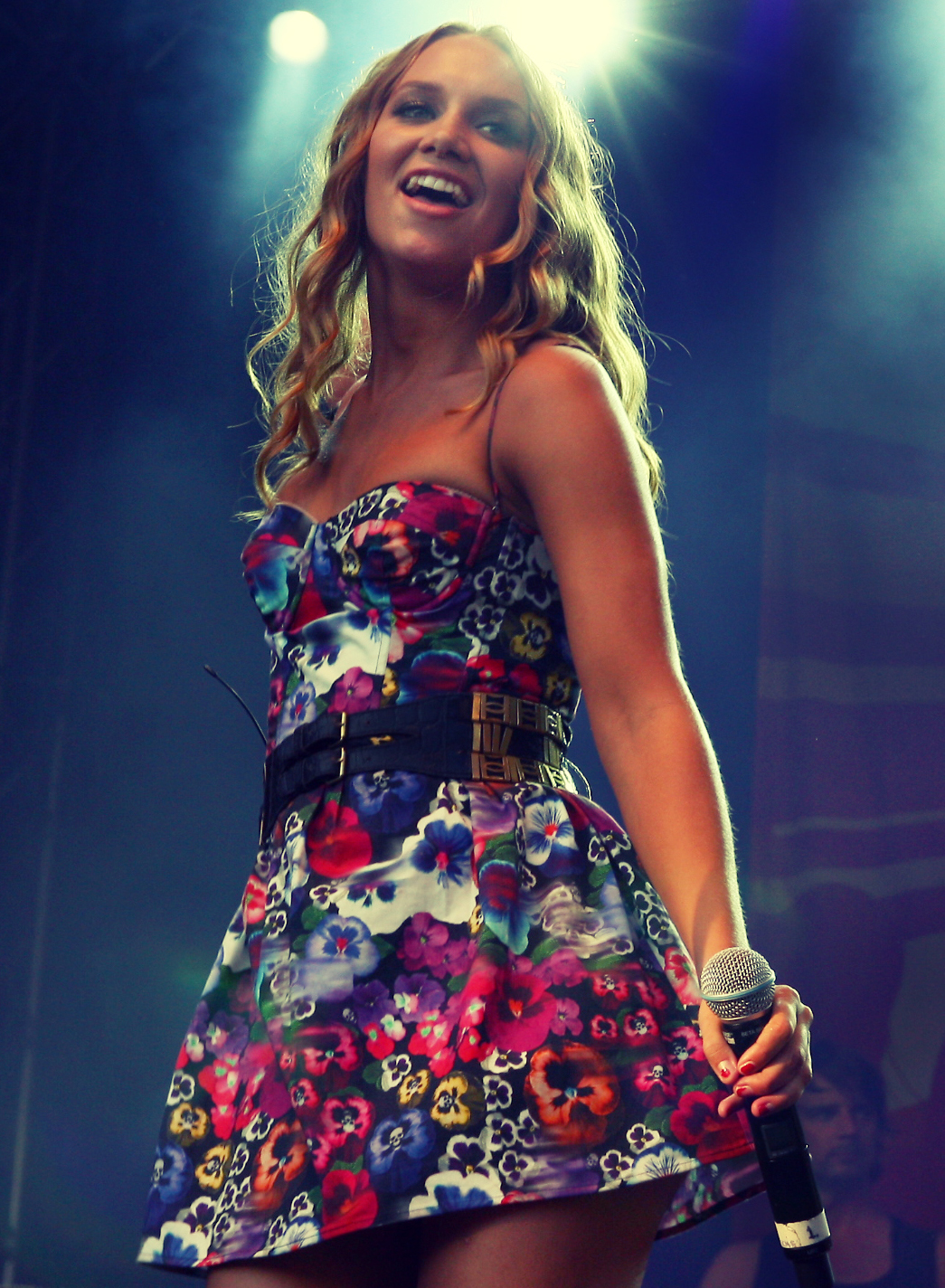
Sångerskan Agnes

Agnes är ett kvinnonamn av grekiskt ursprung, som använts i Sverige sedan slutet av 1200-talet. Det kommer från grekiskans Ἁγνή med betydelsen kysk. Namnet har även kommit att associeras med agnus, det latinska ordet för lamm. Namnet var populärt kring förra sekelskiftet (1900) och har under 2000-talet kommit att bli ett av de vanligaste namnen bland nyfödda flickor.
Den 31 december 2017 fanns det totalt 23 204 kvinnor folkbokförda i Sverige med namnet Agnes, varav 13 736 bar det som tilltalsnamn.
Namnsdag i Sverige: 21 januari, tillsammans med Agneta. I den finlandssvenska namnsdagslängden har Agnes namnsdag 21 januari sedan 1929, då en egen namnsdagskalender togs i bruk för finlandssvenskar.

## Personer med namnet Agnes och Agnès
- Agnes, romerskt helgon
- Kungligheter och adel
  - Agnes av Bayern (1345–1352), tysk-romersk kejserlig prinsessa, dotter till Ludvig IV av Bayern, saligförklarad
  - Agnes Birgersdotter (död efter 1341), svensk prinsessa, dotter till kung Birger
  - Agnes av Brandenburg (1257/1258–1304), dansk drottning
  - Agnes av Braunschweig-Lüneburg (död 1430–1434), furstinna av Pommern & Mecklenburg, dotter till Magnus II av Braunschweig-Lüneburg
  - Agnes av Holstein (död 1386/1387), hertiginna av Sachsen-Lauenburg
  - Agnes av Holstein-Gottorp (1578–1627), moster till Gustav II Adolf, gravsatt i Riddarholmskyrkan
  - Agnes Håkonsdotter (1290–1319), utomäktenskaplig dotter till Norges kung Håkon Magnusson
  - Agnes av Meran (ca 1180–1201), fransk drottning
  - Agnes av Poitou (1046–1056), tysk-romersk kejsarinna och regent
  - Agnes av Sachsen-Lauenburg (död efter 1387), dotter till Agnes av Holstein
  - Agnès Sorel (1421–1450), Karl VII:s av Frankrike älskarinna
- Agnes Ayres, amerikansk skådespelare inom stumfilmen
- Agnes Arvidson, Sveriges första kvinnliga apotekare
- Agnes Branting, svensk textilkonstnär och författare
- Agnes Börjesson, svensk konstnär
- Agnes Carlsson, svensk artist
- Agnes Clementsson, svensk skådespelare
- Agnes Denes, amerikansk konstnär med doktorsgrad i konst
- Agnes Esterhazy, tysk skådespelare
- Marie-Agnès Gillot, fransk prima ballerina
- Agnes Knochenhauer, svensk curlare, OS-guld 2018
- Agnes von Krusenstjerna, svensk författare
- Agnes Martin, amerikansk konstnär inom minimalismen
- Agnes Moorehead, amerikansk skådespelare
- Agnes Nørlund, dansk skådespelare
- Agnes Nyrup-Christensen, dansk skådespelare
- Agnes Poschner, finländsk operasångerska och skådespelare
- Agnes Sjöberg, Europas första kvinnliga veterinärmedicine doktor
- Agnes Thomée, svensk dansare och skådespelare
- Agnes Thorberg Wieth, dansk skådespelare
- Agnès Varda, fransk filmregissör
- Agnes Våhlund, Polsk-svensk illustratör

## Fiktiva personer med namnet Agnes och Agnès
- Agnes, hustru till prästen Brand i Henrik Ibsens drama med samma namn från 1866.[6]
- Agnès, flickan i Molières drama Hustruskolan från 1662[6]
- Agnes Skinner – Seymour Skinners stränga mamma i den fiktiva TV-serien Simpsons (1989–)
- Agnes Gru, en karaktär i Dumma mej-filmerna (2010–)